# Beverwijk
Beverwijk (anhörenⓘ) ist eine Gemeinde im Nordwesten der Niederlande in der Provinz Noord-Holland. Das Gemeindegebiet erstreckt sich auf eine Fläche von 20,09 km², davon 1,74 km² Wasserfläche. In Beverwijk leben 43.005 Menschen (Stand 1. Januar 2025). Heute ist der Ort ein Einkaufszentrum vor allem für Möbel.
Zur Gemeinde Beverwijk zählt auch die Ortschaft Wijk aan Zee.

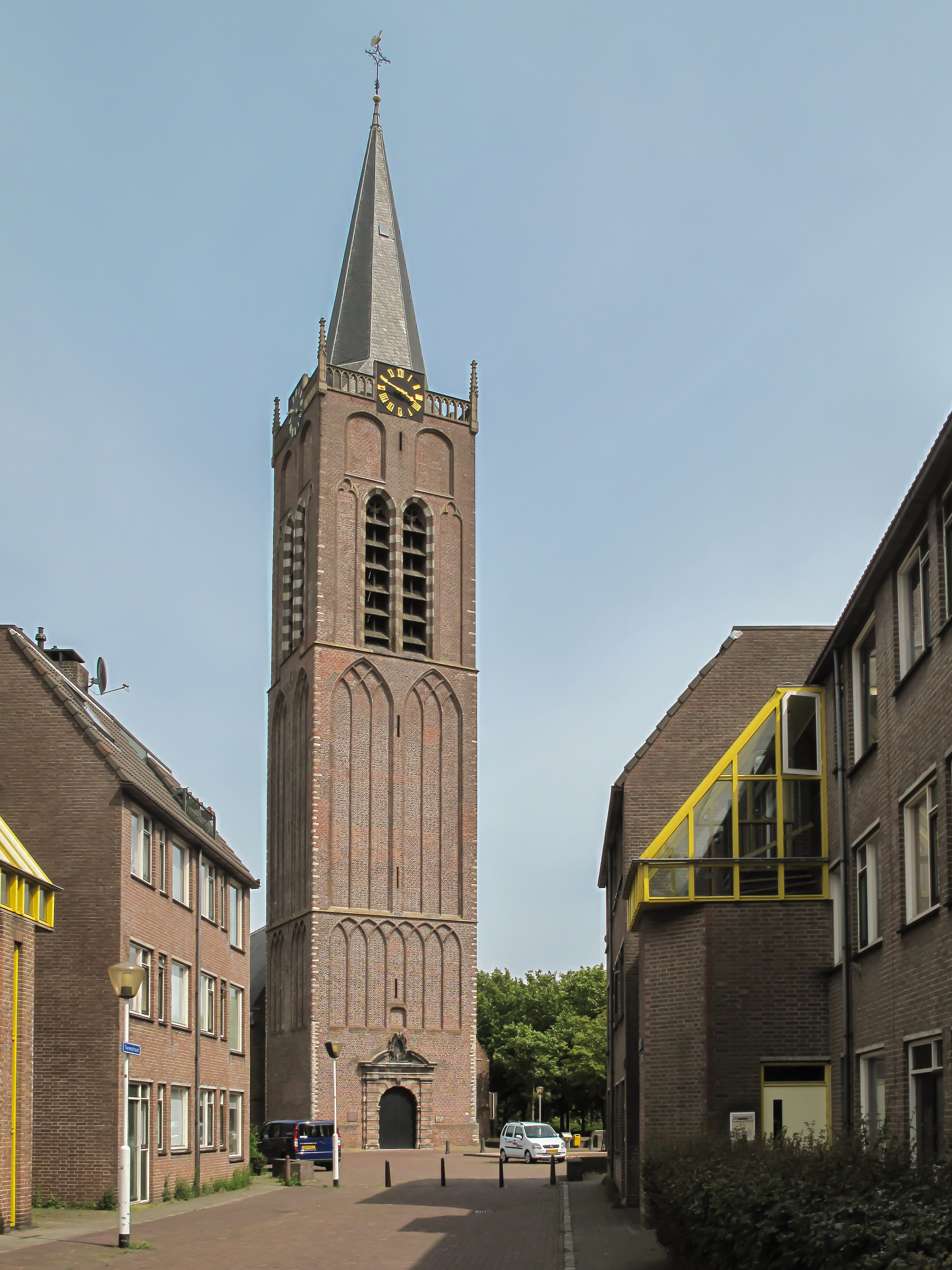
Beverwijk, Kirche: de Grote Kerk

## Geschichte
1276 erhielt Beverwijk Markt- und 1298 Stadtrechte von den Grafen von Holland verliehen. Im 17. Jahrhundert siedelten sich hier reiche Amsterdamer Kaufleute an und bauten Häuser in den Dünen.
Wegen der Ermordung dreier Kollaborateure durch den niederländischen Widerstand verhafteten 1944 die deutschen Besatzungsbehörden 486 junge Männer aus Beverwijk und Velsen-Noord, um die Täter zu zwingen, sich zu stellen. Diese Geiseln wurden zur Zwangsarbeit nach Deutschland verschleppt, wo 63 von ihnen ums Leben kamen.

## Sehenswürdigkeiten
Im Ortszentrum steht zentral die evangelische Grote Kerk. In der Nähe befindet sich der Skulpturenpark Beeldenpark Een Zee van Staal.

## Politik
Sitzverteilung im Gemeinderat
Der Gemeinderat von Beverwijk setzt sich seit 1982 folgendermaßen zusammen:
| Partei                               | Sitze | Sitze | Sitze | Sitze | Sitze | Sitze | Sitze | Sitze | Sitze | Sitze | Sitze |
| Partei                               | 1982  | 1986  | 1990  | 1994  | 1998  | 2002  | 2006  | 2010  | 2014  | 2018  | 2022  |
| ------------------------------------ | ----- | ----- | ----- | ----- | ----- | ----- | ----- | ----- | ----- | ----- | ----- |
| Samen Lokaal Beverwijk a             | –     | –     | –     | –     | –     | –     | –     | –     | –     | 2     | 8     |
| D66                                  | 1     | 1     | 2     | 3     | 1     | 0     | –     | 2     | 6     | 4     | 4     |
| VVD                                  | 5     | 3     | 3     | 4     | 5     | 4     | 4     | 6     | 4     | 5     | 4     |
| GroenLinks                           | –     | –     | 3     | 2     | 3     | 4     | 3     | 4     | 4     | 5     | 3     |
| VRIJ!                                | –     | –     | –     | –     | –     | –     | –     | –     | –     | 2     | 3     |
| PvdA                                 | 6     | 9     | 8     | 7     | 7     | 7     | 10    | 6     | 4     | 3     | 2     |
| CDA                                  | 8     | 7     | 8     | 6     | 5     | 6     | 5     | 3     | 3     | 3     | 2     |
| FvD                                  | –     | –     | –     | –     | –     | –     | –     | –     | –     | –     | 1     |
| Democraten Beverwijk                 | –     | –     | –     | –     | 1     | 2     | 2     | 2     | 2     | 2     | 0     |
| Gemeentebelangen Beverwijk           | 1     | 2     | 1     | 2     | 2     | 2     | 1     | 2     | 4     | 1     | –     |
| Nederland Mobiel                     | –     | –     | –     | –     | 1     | –     | –     | –     | –     | –     | –     |
| Centrum Democraten                   | –     | –     | –     | 1     | 0     | –     | –     | –     | –     | –     | –     |
| De Groenen                           | –     | –     | –     | 0     | –     | –     | –     | –     | –     | –     | –     |
| Socialistische Alternatieve Politiek | –     | –     | 0     | 0     | –     | –     | –     | –     | –     | –     | –     |
| CPN                                  | 4     | 3     | –     | –     | –     | –     | –     | –     | –     | –     | –     |
| PSP                                  | 4     | 3     | –     | –     | –     | –     | –     | –     | –     | –     | –     |
| PPR                                  | 4     | 3     | –     | –     | –     | –     | –     | –     | –     | –     | –     |
| Kletspartij                          | 0     | –     | –     | –     | –     | –     | –     | –     | –     | –     | –     |
| Gesamt                               | 25    | 25    | 25    | 25    | 25    | 25    | 25    | 25    | 27    | 27    | 27    |

Anmerkungen
Die Partnergemeinde in Deutschland ist Neukieritzsch im Landkreis Leipzig.

## Töchter und Söhne der Gemeinde
- Cornelia van Adrichem (1496–1543), Ordensfrau und Dichterin
- Arie Vooren (1923–1988), Radrennfahrer
- Ab Geldermans (1935–2025), Radrennfahrer und sportlicher Leiter
- Rita Hovink (1944–1979), Jazz-, Chanson- und Schlagersängerin
- Simon Roelof Slings (1945–2004), Gräzist
- Ellen Helmus (1957–2011), Jazz- und Fusionmusikerin
- Menno Wigman (1966–2018), Dichter und Übersetzer
- Harmen Jonkman (* 1975), Schachspieler
- Dorus de Vries (* 1980), Fußballer bei Celtic Glasgow.
- Niki Terpstra (* 1984), Radsportler
- Stefan Struve (* 1988), Mixed-Martial-Arts-Kämpfer
- Daphne van Domselaar (* 2000), Fußballerin